# Martin Pado
Martin Pado (Michalovce, 16 maggio 1959) è un politico slovacco. È stato ministro dell'Interno dall'6 febbraio 2006 al 6 luglio 2010 nel Governo Dzurinda II.